# Rostock-Gedser-Querung
Eine feste Rostock-Gedser-Querung wurde 2007 von den dänischen Parteien Radikale Venstre und Dansk Folkeparti als Alternative zur festen Fehmarnbelt-Querung vorgeschlagen. Sie würde die Ostsee an einer Breite von 40 bis 45 Kilometern von der Küste bei Rostock nach Gedser auf der dänischen Insel Falster überqueren. Diese Querung sollte die Hauptverkehrsader zwischen Berlin und Skandinavien bilden. Mit der politischen Entscheidung für die Fehmarnbelt-Querung durch den 2008 unterzeichneten Staatsvertrag erübrigte sich die Weiterplanung der alternativen Rostock-Gedser-Querung zunächst.
Die Querung wäre eine der längsten Brücken der Welt. Würde ein Tunnel gewählt, wäre er noch die längste Seequerung. In der Gesamttunnellänge wären jedoch der Seikan-Tunnel und der Eurotunnel sowie der Gotthard-Basistunnel länger.

Lage der geplanten Brücke (rot) im bestehenden Autobahn-Netz

## Linienführung

### Brücke
Die Querung über die Ostsee wäre mit etwa 40 bis 45 Kilometern erheblich länger als die 19 Kilometer über den Fehmarnbelt.
Möglichkeiten für die Linienführung wären:
- Gedser–Rostock-Warnemünde; von dort westlich um Rostock (oder Anschluss zum Warnowtunnel und A 19)
- Gedser–Graal-Müritz; von dort östlich um Rostock
- Gedser–Darß/Fischland (etwa bei Ahrenshoop, Wustrow oder Dierhagen); von dort östlich um Rostock

Die östlicheren Linienführungen bieten den Vorteil, dass dem südostwärts von der dänischen Insel Falster in die Ostsee hinausragenden Gedser Riff über etwa 15 Kilometer gefolgt werden könnte. Dadurch läge auf über der Hälfte der Gesamtstrecke eine für Brückenpfeiler günstige Tiefe von weniger als 10 Metern vor. Auch bieten die östlicheren Linienführungen die kürzeste Verbindung nach Polen, aber sie sind entsprechend ungünstiger nach Hamburg/Westdeutschland. Für Berlin/Süddeutschland wäre die östliche Trasse wenige Kilometer länger als die westlicheren.

### Landanlagen
Bei einer Rostock-Gedser-Lösung wäre in erster Linie ein Ausbau der dänischen Landanlagen notwendig, während auf deutscher Seite schon eine Autobahnverbindung besteht. Bei der Fehmarnbelt-Querung ist die Lage umgekehrt: hier sind die Straßen auf der dänischen Seite völlig ausgebaut, während auf der deutschen Seite 25 Kilometer Autobahn (hierunter eine Alternative zur zweistreifigen Fehmarnsundbrücke) fehlen. Dies erklärt zum Teil, warum die dänische Regierung der Fehmarnbelt-Querung den Vorzug gibt, während die Motivation auf deutscher Seite geringer ist.

#### Straße
Auf deutscher Seite würde die Rostock-Gedser-Querung zur Bundesautobahn 19/Europastraße 55 anknüpfen. Diese verläuft heute von Rostock-Überseehafen südwärts bis zur A 24 und Berlin. Die 2005 fertiggestellte A 20 stellt die Verbindung westwärts nach Lübeck/Hamburg sowie ostwärts nach Greifswald/Stettin/Polen dar. Einige der Ausbauvorschläge für die A 37/A 39 würden eine südwestliche Diagonalverbindung von Rostock zum Raum Celle/Hannover/Braunschweig und dem westlichen Europa schaffen. Mit dem Fertigausbau der A 14 bestünde zudem eine Verbindung nach Magdeburg–Leipzig–Süddeutschland, die den Berliner Ring vermeidet.
Auf dänischer Seite würde die Querung zur befindlichen Europastraße 55 anknüpfen. Diese besteht heute auf den südlichsten 35 Kilometern von Gedser bis zur E 47-Autobahn bei Eskilstrup nur aus einer zweispurigen Hauptstraße, die aber wegen eines sehr regulären Verlaufs vielleicht ausbaufähig ist. Um Nykøbing Falster wird seit einigen Jahren eine Umgehungsstraße geplant, da nach der deutschen Wende der Durchgangsverkehr nach Rostock/Berlin stark gestiegen ist.

#### Eisenbahn
Die zweigleisige Eisenbahnverbindung Rostock–Berlin (Lloydbahn und Berliner Nordbahn) wurde in den 2010er Jahren für 160 km/h ausgebaut. Auch die Strecke (Hamburg–) Rostock–Stralsund ist (Teilstrecke Hamburg–Hagenow–Schwerin) oder wird (Teilstrecken Bad Kleinen–Rostock, Schwerin–Bad Kleinen und Rostock–Stralsund) für 160 km/h vorbereitet. Die Bahnstrecke Schwerin–Ludwigslust–Wittenberge–Stendal (Teilstrecken Schwerin–Ludwigslust und Wittenberge–Magdeburg) als auch die Bahnstrecke Lübeck–Lüneburg bieten dem von Skandinavien kommenden Güterverkehr eine Möglichkeit, die Engpässe Hamburg und Berlin zu umfahren.
Die 20 Kilometer lange, eingleisige Eisenbahn zwischen Gedser und Nykøbing wurde in den Jahren 2006 und 2007 renoviert, entspricht jedoch mit einer Höchstgeschwindigkeit von 75 km/h und vielen Bahnübergängen kaum dem Stand einer Fernbahn. Der Verkehr wurde 2009 eingestellt und 2011 der Gleiskörper in Gedser demontiert. Der 25 Kilometer lange Abschnitt nördlich von Nykøbing bis Vordingborg ist eingleisig, aber für 120 km/h ausgerüstet. Weiter bis Kopenhagen ist die Eisenbahn zweigleisig und für 140 bis 180 km/h ausgerüstet. Ein Ausbau der Strecke Nykøbing–Vordingborg käme auch bei einer festen Fehmarnbelt-Querung in Frage; jedoch wurde wenig Konkretes hierüber entworfen. Die Storstrømsbrücke wäre für ein zweites Gleis ein Engpass; dies gilt auch bei der Fehmarnbelt-Lösung.  Im Zuge der Fehmarnbeltquerung wird die Strecke von Nykøbing nach Kopenhagen durchgängig zweigleisig ausgebaut und elektrifiziert und für höhere Geschwindigkeiten ertüchtigt.

## Argumente
Als wichtigstes Argument der Rostock-Gedser-Lösung wird hervorgehoben, dass diese östlichere Linienführung eine weitaus bessere Verbindung mit den Wachstumsgebieten in Ostmitteleuropa, besonders Polen, und vor allem mit der Metropole Berlin darstelle.
Im Vergleich sei die Fehmarnbelt-Querung eine heute überholte Idee, die besser zur Geografie eines geteilten Europas passen würde. Die Rentabilität einer Fehmarnbelt-Querung ist oft in Frage gestellt worden. Die deutsche Regierung verhielt sich damals zögernd zum Fehmarnbelt-Projekt, da inländische Projekte (z. B. Ausbau der Bahnstrecke Berlin–Rostock und die geplante westliche Elbquerung) Vorrang hatten.

Verkehrsforscher Per Homann Jespersen von der Universität Roskilde beschreibt die Querung so: 

„Eine feste Querung über die Ostsee zwischen Dänemark und Deutschland wäre erheblich einfacher über das Gedser Riff zu führen. Ein langer Abschnitt einer solchen Brücke könnte als Flachbrücke errichtet werden. Hamburg bildet für den Straßen- und den Eisenbahnverkehr einen notorischen Flaschenhals. Daher wäre eine Ostseequerung zwischen Rostock-Warnemünde und Gedser besser.“

Politische Entwicklung
Die Verkehrssprecher der Radikale Venstre und der Dänischen Volkspartei forderten am 3. Juni 2007, dass die dänische Regierung sich künftig für eine Gedser–Rostock-Querung statt der Fehmarnbeltquerung einsetze; sie erhielten Unterstützung von Verkehrsforschern. Eine Fahrt zwischen Kopenhagen und Berlin sei bei der Gedser–Rostock-Linie 130 Kilometer kürzer, Kopenhagen–München 160 Kilometer kürzer und Kopenhagen–Polen 230 Kilometer kürzer als über den Fehmarnbelt, so Stroschein.

Verkehrsminister Flemming Hansen lehnte am 4. Juni 2007 die Forderungen ab, da eine solche Kursänderung die feste Querung „um zehn Jahre verzögere“. Der Sprecher der Sozialdemokraten, in dieser Sachfrage Mehrheitspartner der Regierung, sehe ebenfalls den Gedser–Rostock-Vorschlag als ein Ablenkungsmanöver in letzter Minute, gab jedoch auch zu: 

„wenn die Deutschen nicht mitmachen wollen, sondern etwas anderes wünschen, dann werden wir natürlich zuhören.“

Am 29. Juni 2007 wurde schließlich der Bau der festen Fehmarnbelt-Querung mit dem Königreich Dänemark vereinbart. Am 10. Juli 2009 wurde der Staatsvertrag von deutscher Seite ratifiziert.

## Heutige Verbindungen
Heute wird der größte Teil des Güterverkehrs mit Skandinavien im RoRo-Verfahren über die Ostsee abgewickelt. Der restliche Güterverkehr geht über den Großen Belt, entweder auf der Schiene oder auf der Europastraße 45 (in Deutschland die A 7).
Heute sind Rostock-Überseehafen und Gedser mit den Autofähren der Scandlines verbunden (siehe Fährverbindung Rostock–Gedser). Sowohl der inzwischen abgebaute Fähranleger in Warnemünde und der heutige Fähranleger in Rostock-Überseehafen sind mit Eisenbahnverladeklappen ausgestattet, jedoch wurden keine Züge oder Eisenbahnwagen mehr überführt, seitdem die Fährverbindung zum Rostocker Überseehafen wechselte. Zum Hafen gibt es einen Gleisanschluss. Die früher vorhandene S-Bahn-Verbindung zum Überseehafen wurde am 9. Dezember 2012 eingestellt.
Rostock-Überseehafen ist direkt mit dem Bundesautobahnnetz verbunden, was für Autofahrer vorteilhaft ist. Mehrere Fernbusdienste Berlin–Kopenhagen werden von den Betrieben Graahundbus/Berolina, Swebus Express, Eurolines und Säfflebussen betrieben.
Die durchgehende Zugverbindung Berlin–Kopenhagen über die Eisenbahnfähre Warnemünde–Gedser wurde 1995 beendet. Der 20 Kilometer lange Gleisabschnitt zwischen Gedser und Nykøbing Falster wurde seitdem nur noch mit einem täglichen Regionalzugpaar befahren, weil eine komplette Stilllegung nicht ohne Parlamentsbeschluss erfolgen konnte. 2006 und 2007 wurde das Gleis leicht saniert und im Sommer 2007 sollten versuchsweise zwei Zugpaare täglich fahren. Über den Sinn einer Gleiserneuerung, die angeblich 112 Millionen Kronen hätte kosten sollen, wurde 2008 und 2009 diskutiert. Die Glaubwürdigkeit dieser hohen Summe wurde in Frage gestellt. Schließlich wurde der Streckenabschnitt jedoch am 13. Dezember 2009 stillgelegt. Im Fährbahnhof Gedser wurden 2011 alle Gleise demontiert.
Um von Deutschland nach Skandinavien zu kommen, kann die Jütlandlinie von Hamburg nach Kopenhagen genutzt werden. 2020 wurde eine Fährverbindung von Sassnitz nach Ystad in Schweden durch die Förde Reederei Seetouristik eingerichtet. Bis 2019 konnten Fahrgäste zwischen Berlin und Skandinavien über Hamburg fahren (Vogelfluglinie). Bis 2020 gab es den Nachtzug Berlin–Malmö, der mit der Fähre Sassnitz–Trelleborg überführt wurde.